# Pandémie de Covid-19 au Suriname
La pandémie de Covid-19 au Suriname démarre officiellement le 13 mars 2020. À la date du 26 octobre 2022, le bilan est de 1 390 morts.

## Chronologie
Le premier cas de Covid-19 au Suriname est signalé le 13 mars 2020. 

## Statistiques

Nombre de cas au Suriname depuis le début de l'épidémie.

Nombre de morts au Suriname depuis le début de l'épidémie.